# Зброша-Дужа
Зброша-Дужа (пол. Zbrosza Duża) — село в Польщі, у гміні Ясенець Груєцького повіту Мазовецького воєводства.
Населення — 201 особа (2011).
У 1975-1998 роках село належало до Радомського воєводства.

## Демографія
Демографічна структура станом на 31 березня 2011 року:
|          | Загалом | Допрацездатний вік | Працездатний вік | Постпрацездатний вік |
| -------- | ------- | ------------------ | ---------------- | -------------------- |
| Чоловіки | 102     | 28                 | 67               | 7                    |
| Жінки    | 99      | 23                 | 59               | 17                   |
| Разом    | 201     | 51                 | 126              | 24                   |